# Rachel (skådespelare)

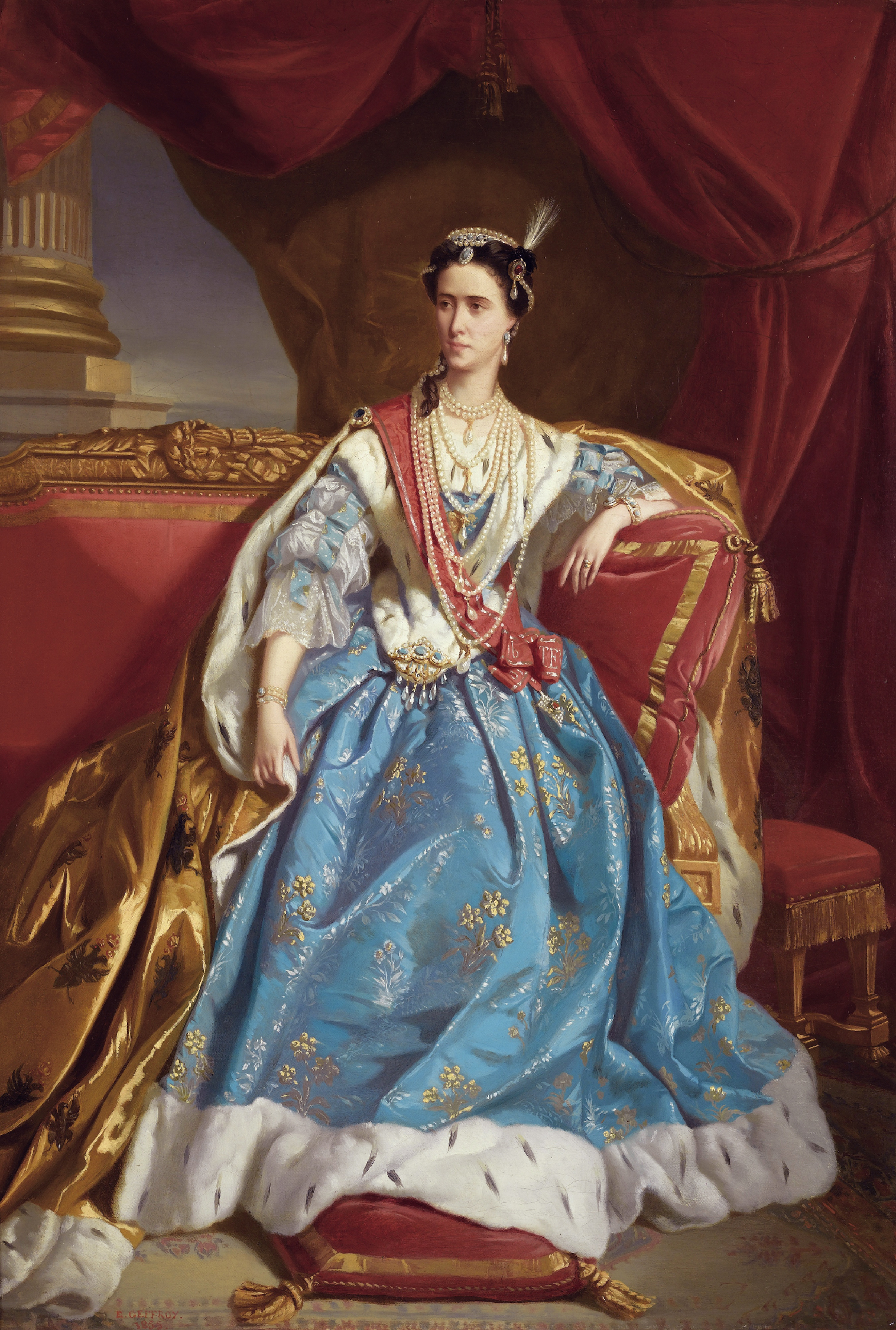
Rachel målad av Edmond-Aimé-Florentin Geffroy.

Rachel, egentligen Élisabeth Rachel Félix, ofta kallad Mademoiselle Rachel, född 28 februari 1820 i Aargau i Schweiz, död 3 januari 1858 utanför Cannes, var en fransk skådespelerska.
Rachels föräldrar var fattiga judar, och från elva till tretton års ålder sjöng hon för bröd på kaféerna i Paris. Hon uppträdde 1833 på Molièreteatern, utbildades därefter vid Conservatoire de Paris och debuterade 1838 på Théâtre Français som Camille i Pierre Corneilles Les Horaces. Kritiken såg snart i henne den som genom sitt starkt accentuerade och lidelsefulla, men ändå strängt behärskade spel skulle åter gjuta liv i den klassiska franska tragedin, en förhoppning som kom att slå in. Fram till 1855 glänste hon på Théâtre Français i Corneilles och Racines sorgespel, i synnerhet i uttolkningen av lidelser som svartsjuka och hat. Phédre var hennes glansroll, och bland nyare rolltolkningar märks Adrienne Lecouvreur i Scribes och Legouvés tragedi.
Rachel gjorde flera långa gästspelsresor, även till USA. Resorna tärde på hennes hälsa, och hon dog 37 år gammal.
I Nordisk familjebok beskrivs hennes talang enligt följande:
| ” | Hennes antikt sköna åtbörder, det märkvärdigt uttrycksfulla minspelet, den djupa altrösten med sina rikt skiftande tonfall, allt gjorde ett mäktigt intryck. | „ |